# جاده ۳۸ (ایران)
جاده ۳۸ یا بزرگراه بوئین زهرا - شهریار یک راه است که تهران را به بوئین‌زهرا و در نهایت به تاکستان و جاده ۳۷ (ایران) متصل می‌کند.